# Kabul drenge drager
Kabul drenge drager er en dansk oplysningsfilm fra 2007, der er instrueret af Maja Gildin Kragelund og Malte Conrad.

## Handling
I Afghanistans hovedstad, Kabul, bor den 12-årige dreng Ali Weera. Hver dag ser han, at himmelen over byen er fuld af drager, der flyver i vinden. Ali Weera vil også gerne selv have en drage og få den til at svæve højt og skuende ud over det ødelagte, krigshærgede landskab. Imellem kaos, kugler og kynisme er dragerne en drøm om æstetik, barndom og håb.